# Károly spanyol infáns (1607–1632)
Károly (spanyolul: Carlos; Madrid, Spanyol Királyság, 1607. szeptember 15. – Madrid, Spanyol Királyság, 1632. július 30.), Habsburg-házi spanyol és portugál infáns, III. Fülöp spanyol király és Ausztriai Margit királyné másodszülött fia, aki gyermektelenül hunyt el 1632-ben, huszonnégy éves korában.

## Élete

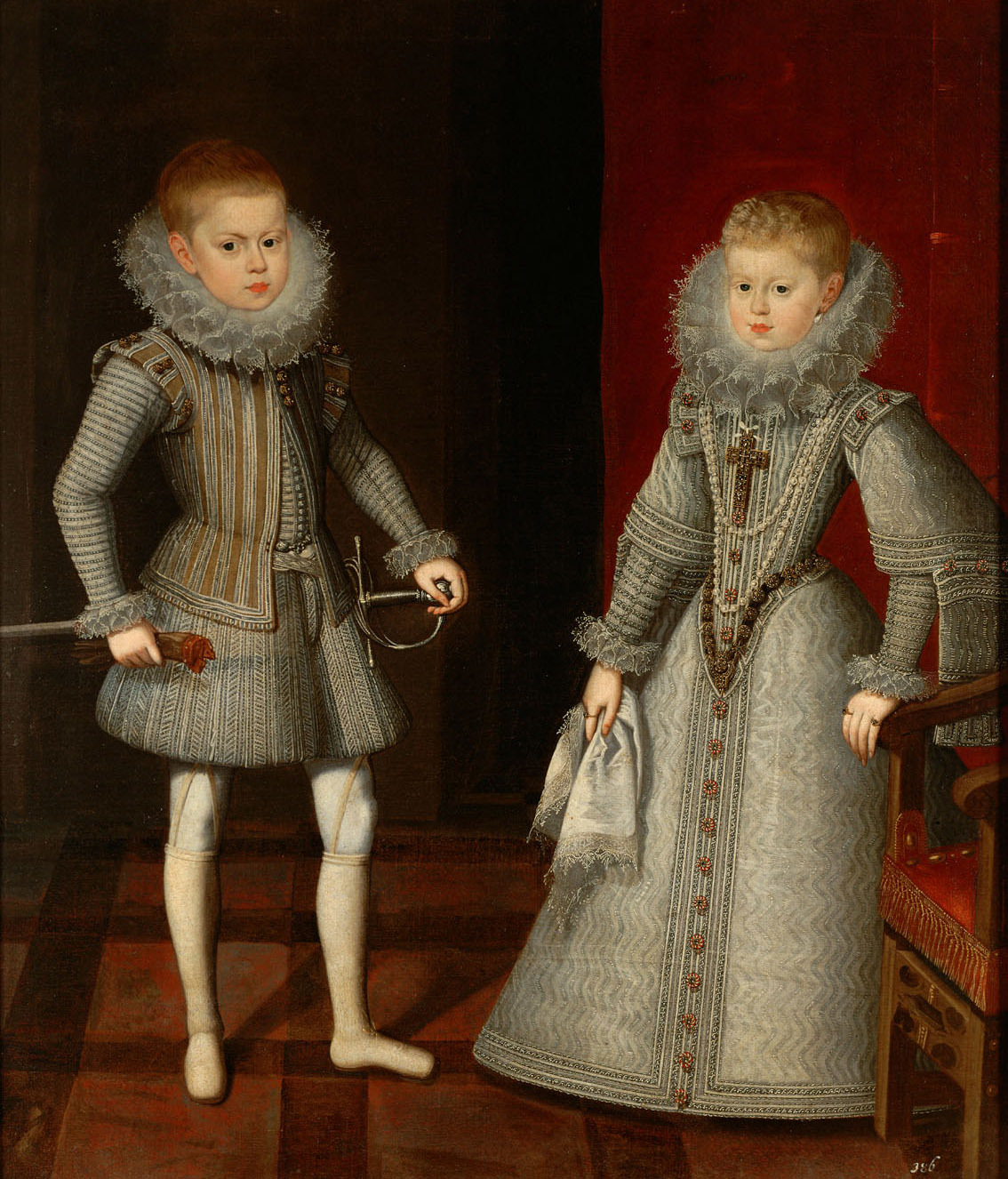
Károly infáns (balra) és húga, a későbbi Mária Anna német-római császárné (jobbra) 1612-ben

Károly infáns 1607. szeptember 15-én született a Habsburg-ház spanyol ágának tagjaként. Ő volt III. Fülöp spanyol király és Ausztriai Margit királyné másodszülött fia. Mindaddig, amíg fivérének, a későbbi IV. Fülöp királynak nem születtek gyermekei, ő volt a Spanyol Birodalom örököse.
Az infáns nem szívelte fivére, a király miniszterét és bizalmasát, Gaspar de Guzmán, Olivares grófját, és bár nem foglalkozott aktívan kormányügyekkel, a gróf ellenségei felhasználták politikai csatározásaikra Gaspar megdöntésére.
Fivére, a király legsúlyosabb betegsége idején Károly a trónra kerülés lehetősége előtt állt, ám Fülöp király felépült betegségéből és 1629-ben megszületett első fiúgyermeke, Baltazár Károly asztúriai herceg, amely esemény teljesen eloszlatta Károly politikai jelentőségét. Unokaöccsének, Baltazár Károly trónörökösnek végül Károly infáns és húga, a későbbi Mária Anna német-római császárné lettek a keresztszülei.
Másik fivérével, Ferdinánd bíboros-infánssal szemben, aki előbb toledói apostoli kormányzó majd a Spanyol-Németalföld helytartója lett nagynénjük, Izabella Klára Eugénia infánsnő 1633-as halálát követően, Károly nem vállalt aktív egyházi és kormányzati szerepet a spanyol politikában.
Ugyan tett hivatalos látogatásokat és politikai véleményt is nyilvánított, saját udvartatás nélkül maradt és mindvégig a királyi udvarban élt. 1632. július 30-án, huszonnégy éves korában hunyt el betegség következtében. Nem házasodott meg és nem születtek gyermekei.
Francisco de Quevedo Károly halálának eseményének szentelte a spanyolul: Túmulo al serenísimo Infante Don Carlos című szonettjét.

## Forrás
- Carlos de Austria y Austria, Infante de España (angolul)